# Liparis capensis
Liparis capensis är en orkidéart som beskrevs av John Lindley. Liparis capensis ingår i släktet gulyxnen, och familjen orkidéer. Inga underarter finns listade i Catalogue of Life.